# 中島誠之助
中島 誠之助（なかじま せいのすけ、1938年（昭和13年）3月5日 - ）は、日本の骨董商・古美術鑑定家、エッセイスト、テレビタレント。
称号は獣医学士。そのほか「伊万里文化大使」に任命されている。
『開運!なんでも鑑定団』（テレビ東京）に鑑定団の鑑定士としてレギュラー出演。決めセリフの「いい仕事してますねぇ」で1996年度の「ゆうもあ大賞」を受賞した。
陶磁研究家で戸栗美術館評議員の森由美は長女。剣劇女優の浅香光代は遠縁の親類（ただし血の繋がりはない）。

## 経歴
東京府麻布区青山に生まれる。1歳の時、両親の病死の為、神奈川県藤沢市鵠沼の親族宅に引き取られる。その後、親族の家業が立ち行かなくなり、東京都世田谷区二子玉川に移住。小学3年の時より骨董商の伯父に引き取られ、東京都港区赤坂で育った。その家には伯父の実子たち、そして先に引き取られていた誠之助の実兄（実家の家督を継いでいた。）がおり、その中での立場は芳しくなかった。伯父は実子に厳しい骨董商の道を歩ませることを躊躇し、誠之助を店の小僧とすることを条件に養育したが、東京の芝高等学校に進学させ、日本大学農獣医学部水産学科（現生物資源科学部）へ進むことも認める一面もあった。大学卒業後、すぐに骨董修業に入ることを拒み、当時は困難だった世界旅行をするため、マグロ漁船に乗り込む。その時稼いだ70万円（当時）は飲み代などで消えたらしい。
1960年から骨董商として古美術鑑定に従事。鑑定技術は骨董商だった伯父（養父）仕込みである。もともとは伯父は誠之助を後継者とする事を定め、養子にしたのであるが、誠之助が家業を嫌ったこともあり、死の直前に銀座の画廊に勤めていた実子を後継者に定める決断をする。結局、もともと誠之助は従兄弟等とは折り合いが悪く、また骨董の世界に精通しておらず、騙されてばかりの伯父の店にいてもお先真っ暗、と見切りをつけ、30歳のときに独立。1976年東京の南青山に古伊万里染付の専門店「からくさ」を開店。古伊万里磁器を世に広める。1979年には「南青山骨董通り」の作詞を担当して、作曲・飯田二郎、唄・真咲みどりで1980年にキングレコードからリリースした事から東京・青山の「骨董通り」の名付け親といわれる。
「開運!なんでも鑑定団」に1994年4月19日の放送開始当初からレギュラー出演し、歯切れのよいトークで人気者となり現在も出演中。また、2010年10月に開始した姉妹番組の「鑑定団が3倍面白くなる!目からウロコの骨董塾」（BSジャパン）でも塾長としてレギュラー出演している。現在は、本業以外でもタレント業や講演等でも活躍。テレビなどに出演する際は和服姿であることが非常に多い。
アニメ作品「ルパン三世 炎の記憶〜TOKYO CRISIS〜」や「ズッコケ三人組〜怪盗X物語〜」にも声優としてカメオ出演している。

## 逸話
高峰秀子と親交が深かった。
若年時の失敗談としてよく用いられるものに、100万円で買った器が1万円だったという話がある（井伏鱒二の小説『珍品堂主人』主人公のモデルである秦秀雄から薩摩切子だと言われて買ったものが、実は西洋の香水の瓶で、友人宅に全く同じものがあり、騙されたと気付いたが、自分への戒めの為にその友人からその同じ瓶を1万7,000円で買い取った）。
趣味は俳句（きっかけは小学生の時に出された宿題で提出した自分の作品が教師に褒められたため）。1日3句考えるのが日課であり、閑弟子（かんていし）の俳号を持ち、2010年に第1句集「古希千句」を角川学芸出版より出している。
2008年6月に出演した『スタジオパークからこんにちは』内で、昔飼っていた蟹の抜け殻を持参し、思い出を語った。元々、夫人の実家近くの利根川河口で子供のために捕まえ、飼育したところ17年生きて大往生を迎えたという。この事を知り合いの生物学者に言うと、節足動物（甲殻類）が17年生きた例がなく（ただし、イセエビ、ロブスター、タラバガニなどの大型種は10～30年程度生きる）論文にまとめてくれないかと言われたことがある。ちなみに名前は「ニーカちゃん」という名前だった。
2008年頃のなんでも鑑定団で、具志堅用高が白井義男のグローブを持参・鑑定依頼した際、「湯川秀樹のノーベル賞受賞、古橋廣之進の世界新記録、白井義男の世界フライ級タイトルマッチ、この3つがあって自分がある」と述べた。
「からくさ」経営時、『開運!なんでも鑑定団』レギュラー出演から人気が出た頃は、何も買わずに中島を見に来るだけの来客が多かったことから、営業中は店を妻に任せて店の前にある喫茶店にいて、買いに来た客が来たときだけ店に戻るという事をしていたと『笑っていいとも!』のゲスト出演時に語っている。

## 主な出演TV番組（鑑定団以外）
- クイズ日本人の質問（NHK） - 解答者として不定期出演
- 笑っていいとも! テレフォンショッキング（1997年5月7日、フジテレビ）
- TVスペシャル「ルパン三世 炎の記憶　Tokyo crisis」（1998年7月24日、日本テレビ） - 鑑定士役・タイトル題字
- 第20回全国高等学校クイズ選手権（2000年、日本テレビ）
- 水戸黄門 第29部 第25話「陰謀と裏切りの果てに -水戸-」（2001年、TBS / C.A.L） - 本阿彌仁兵衛 役
- へうげもの名品名席（2011年4月7日 - 、NHK・BSプレミアム）
- ぶらぶら美術・博物館 サントリー美術館「仁阿弥道八展」古美術鑑定家・中島誠之助さんとめぐる、天才陶工・仁阿弥の世界！（2015年2月13日)、BS日テレ）
- 孤独のグルメ2023大晦日スペシャル 井之頭五郎、南へ逃避行「探さないでください。」（2023年12月31日、テレビ東京） - 劇中五郎の想像シーンで出演

## 出演CM
- シーメンス（補聴器）
- 丸大食品
- ファミリーマート

## 著書
- 古伊万里染付入門（平凡社、1992年）
- 鑑定の鉄人-本物と贋作を見分ける極意（二見書房 1994年）
- 中国古陶磁入門（平凡社、1996年）
- ニセモノ師たち（講談社、2005年）
- 骨董屋からくさ主人（角川学芸出版、2005年）
- やきもの鑑定五十年―拝見させていただきます（小学館、2006年）
- 勘助物語―甲斐犬になったオトーサン （淡交社、2007年）
- ニセモノはなぜ、人を騙すのか?（角川書店、2007年）
- 骨董掘り出し人生（朝日新聞社、2007年）
- 「開運!なんでも鑑定団」の十五年 （平凡社、2008年）
- やきもの百科―鑑定の入り口（淡交社、2009年）